# Lövgrund
Lövgrund är en ö med fiskeläge i Gävlebukten.
Ön donerades av drottning Kristina tillsammans med Eggegrund till Gävle stad "att av dess fiskare brukas". Det blev alltså ett fiskeläge för Gävlefiskarna.
Sedan Gävlefiskarna övergivit fiskeläget användes det fram på 1950-talet av fiskare från Bönan och Utvalnäs. Ön har inget åretruntboende då kommunikationerna är svåra under vintern på grund av is. På sommaren lever många fåglar såsom fiskmåsar, svalor och andra arter i området. Eggegrund är till exempel ett bra ställe för fågelskådning. På ön finns Lövgrunds kapell som uppfördes 1831.
På Lövgrund finns den så kallade Rudmansstenen där ett vattenståndsmärke höggs in 1731 på initiativ av rektor Johan Rudman och Anders Celsius. År 1831 höggs ett nytt märke in. Avståndet mellan linjerna är 80 centimeter, vilket ger ett mycket konkret vittnesbörd om landhöjningen.